# Animat și inanimat (lingvistică)
În lingvistică, calificările „animat și inanimat” sau „însuflețit și neînsuflețit” se bazează în primul rând pe distincția naturală dintre, pe de o parte, ființe, adică entități ce se caracterizează prin viață din punct de vedere biologic, pe de altă parte entități care nu au această caracteristică. Toate limbile reflectă această distincție prin însuși sensul lexical al cuvintelor, ce redă conținutul noțional al celor care au asemenea conținut, în primul rând substantivele. Există și trăsături gramaticale ce reflectă această distincție, dar între limbi pot exista diferențe de mai multe feluri din acest punct de vedere. În limbi sunt și entități inanimate care sunt tratate ca animate și invers, animate care sunt tratate ca inanimate, dar limbile pot diferi în privința inventarului acestora. În general sunt tratate ca animate substantivele care denumesc persoanele și animalele, dar pot fi tratate astfel și unele entități considerate ființe reale de către unii oameni, dar imaginare de către alții. Substantive inanimate sunt în general numele de obiecte naturale sau artificiale, de materii, precum și cele de fenomene și de noțiuni abstracte, dar și cele de plante și de animale cu o complexitate relativ mică. Totodată, unele inanimate pot fi tratate ca animate prin personificare. Pe de altă parte, există limbi indiferente la categoria animatului și altele având o mare sensibilitate față de distincțiile animatului: însuflețit / neînsuflețit, uman / animal, uman propriu / uman comun, nume de rudenie, animal mare / animal mic etc. În fine, limbile diferă între ele prin tipurile de mijloace gramaticale cu care exprimă caracterele animat și inanimat.
Pronumele, în calitatea lor de substitute ale altor entități gramaticale, reflectă și ele, în mod diferit în funcție de limbă, caracterele animat și inanimat. Lingvistul australian Michael Silverstein stabilește un sistem ierarhic al entităților existente după gradul capacității lor de acțiune, în care pronumele ocupă primele locuri:
| pronume de persoana I         |
| ↓                             |
| pronume de persoana a II-a    |
| ↓                             |
| pronume de persoana a III-a   |
| ↓                             |
| nume proprii                  |
| ↓                             |
| nume de rudenie               |
| ↓                             |
| substantive nume de persoane  |
| ↓                             |
| substantive nume de animale   |
| ↓                             |
| substantive nume de inanimate |

Caracteristica generală a substantivelor și a pronumelor este posibilitatea de combinare cu anumite verbe și adjective, după cum denumesc inanimate sau fac parte din una sau alta dintre subclasele animatelor. De exemplu, verbe ca a lătra, a necheza, a minți, a gândi, și adjective precum: trufaș, zgârcit, grijuliu, nepăsător sunt compatibile numai cu animatele.

## Exprimarea gramaticală a caracterelor animat și inanimat

### În limba română
Limba română este sensibilă față de categoriile animat ~ inanimat, dovadă fiind faptul că posedă genul neutru, specific pentru inanimate, deși nu toate inanimatele sunt de acest gen, iar unele animate sunt și ele neutre. Neutrul românesc este chiar întărit în raport cu cel latinesc, prin trecerea unor substantive inanimate de la clasa masculinului sau a femininului la cea a neutrului, ex. pai, inel. Unele inanimate care nu erau neutre în slavă, au trecut și ele la neutru în română, ex. năvod. Astfel, româna se distinge printre limbile romanice prin sensibilitatea față de categoriile animat ~ inanimat.
Totuși, față de limbile slave, de exemplu, în română, genul neutru este mult mai puțin riguros exprimat morfologic. De fapt, substantivele neutre se manifestă ca masculinele la singular și ca femininele la plural, uneori prin formă, dar mai ales prin acordul cu ele al atributului adjectival și al determinanților abstracți. O marcă formală specifică a neutrului este numai desinența de plural -uri a unor substantive, moștenită din terminația latinească -ora (ex. lucruri, pixuri), deși unele feminine au dobândit și ele această desinență.
Altă distincție există între două pronume interogative, unul referitor la părți de propoziție exprimate prin animate, iar celălat referitor la inanimate: Cine este acolo?, Pe cine ai invitat la cină?, Cui ai oferit flori?, Florile cui sunt aici? vs. Ce este acolo?, Ce ai cumpărat?, Cu ce te îmbraci diseară?
Pronumele ce? se referă și la alte entități inanimate decât cele amintite mai sus, și anume la acțiuni sau la enunțuri: Ce faci, Ioane?.
Un mijloc sintactic de distingere este folosirea, în anumite cazuri, a prepoziției pe cu complementul direct exprimat prin animate și anticiparea acestuia prin pronume personal conjunct, față de lipsa lui pe și a pronumelui personal în cazul CD exprimat prin inanimate:
Îl caut pe profesorul de matematică, L-am văzut aseară pe Radu, Îl plimbi tu pe Rex? vs. Am citit articolul, Visez Parisul zi și noapte.
Altă opoziție este parțială, referindu-se numai la numele proprii de animate masculine și cele feminine cu terminație atipică, cu care articolul hotărât este proclitic la cazul genitiv-dativ singular, față de poziția enclitică cu toate celelalte substantive: lui Ion, lui Mimi, lui Popescu vs. pomului, scaunului, Mariei.
În română se mai observă și predominanța categoriei inanimatului în fenomenul de acord, care se manifestă, de exemplu, prin acordarea adjectivului cu determinatul multiplu format din substantive masculine inanimate la singular, ca și cum acestea ar fi neutre: Ochiul și obrazul sunt umflate.

### În BCMS
Spre deosebire de română, în limbi slave precum cele din diasistemul slav de centru-sud (bosniacă, croată, muntenegreană, sârbă, prescurtat BCMS), genul neutru se distinge de regulă clar, în primul rând prin desinențele de nominativ singular. Sunt două asemenea desinențe, distribuite în funcție de tipul consoanei de dinaintea lor: -o (după consoană nepalatală) și -e, după consoană palatală). Le au substantivele și toate cuvintele acordate cu ele:
- substantive: sr  selo „sat”, polje „câmp”[14];
- adjective: hr  veliko „mare”, tuđe ’străin’[15];
- pronumele/adjectivele pronominale: cnr  moje „(al) meu”, ovo „acest(a)”, čije…? „al cui…?”[16].
- așa-numitul participiu activ: sr  Počelo je svetsko prvenstvo u fudbalu „A început campionatul mondial de fotbal”[17];
- așa-numitul participiu pasiv: sr  kuvano meso „carne gătită”[18].

Altă distincție morfologică între animat și inanimat, în aceste limbi, este la forma de acuzativ singular a animatelor masculine, identică cu cea a genitivului, față de acuzativul singular al inanimatelor masculine și neutre, identic cu nominativul, ex. sr  doktora pe doctor, „al/a/ai/ale doctorului” vs. zavod „o uzină / uzina”.
Și în aceste limbi există distincția pronumelor interogative corespunzătoare lui „cine?” și „ce?”:
- sr  Ko je došao? „Cine a venit?” vs. Šta se desilo? „Ce s-a întâmplat?”[20];
- hr  Tko stoji pred vratima? „Cine stă în fața ușii?” vs. Što je pred vratima? „Ce este în fața ușii?”[21]

Pronumele demonstrative având și formă de neutru, aceasta se referă la inanimate, inclusiv enunțuri: Kad se sve to uzme u obzir, možemo zaključiti ovo: … „Dacă luăm în considerare toate acestea, putem trage această concluzie: …”.

### În limba spaniolă
Spaniola are de asemenea pronumele interogative corespunzătoare lui „cine?” și „ce?”:
¿Quién escucha más atentamente? „Cine ascultă mai atent?”;
¿Qué quieres? „Ce vrei?”
Mai există pentru a se referi la inanimate neprecizate și entități fără gen, precum enunțuri, și alte pronume, neutre, diferite de cele masculine și feminine:
- pronumele personal de persoana a III-a singular: ello (n.) vs. él „el”, ella „ea”[24];
- pronumele demonstrative:
  - esto vs. este „acesta”, esta „aceasta”: ¿Podrías poner esto allí? „Ai putea să pui asta acolo?”[25];
  - eso vs. ese „acesta/acela”, esa „aceasta/aceea”: Lo suspendieron en matemáticas. Eso me extraña „L-au căzut la matematică. Asta mă surprinde”[24];
  - aquello vs. aquel „acela”, aquella „aceea”: Recuerdo muy bien aquello „Îmi aduc foarte bine aminte de acel lucru”[26].

Există și articol hotărât neutru [lo vs. el (masculin), la (feminin)], de exemplu pentru adjective substantivate ce denumesc noțiuni abstracte: lo bueno y lo malo „binele și răul”.

### În limba franceză
În franceză sunt mai multe pronume interogative corespunzătoare lui „cine?” și „ce?”:
Qui / Qui est-ce qui veut venir avec moi ? „Cine vrea să vină cu mine?” – pentru subiect animat;
Que se passe-t-il ? / Qu’est-qui se passe ? „Ce se întâmplă?” – pentru subiect inanimat;
Qui invites-tu à dîner ? / Qui est-ce que tu invites à dîner ? „Pe cine inviți la cină?” – pentru complement direct animat;
Que lis-tu ? / Qu’est-ce que tu lis ? „Ce citești?” – pentru CD inanimat;
Quoi ? „Ce?” – cuvânt propoziție interogativ pentru inanimat;
Je ne sais pas ce qui est dans la boîte „Nu știu ce este în cutie” – pentru subiect inanimat în întrebare indirectă;
Il a demandé ce que c’était „A întrebat ce este” – pentru nume predicativ inanimat în întrebare indirectă;
Il m’a demandé à quoi s’intéressait mon fils „M-a întrebat pentru ce manifestă interes fiul meu” – pentru complement cu prepoziție inanimat.
Există și pronume demonstrative care se referă numai la inanimate, opunându-se în anumite contexte pronumelor personale disjuncte lui „el” și elle „ea”, care se referă în acestea la animate: Je pense à ceci/cela/ça „Mă gândesc la aceasta/asta” vs. Je pense à lui „Mă gândesc la el”.
De asemenea, pronumele personale en și y se referă de regulă la inanimate, opunându-se în anumite contexte pronumelor personale disjuncte lui „el”, eux „ei”, elle „ea” și elles „ele”:
Il parle sans arrêt de son voyage → Il en parle sans arrêt „Vorbește mereu despre despre călătoria lui” → „Vorbește mereu despre ea” vs. Il parle sans arrêt de son frère → Il parle sans arrêt de lui „Vorbește mereu despre fratele lui → Vorbește mereu despre el”;
Tu penses souvent à ton voyage ? – Oui, j’y pense „Te gândești deseori la călătoria ta? – Da, mă gândesc la ea” vs. Tu penses souvent à ton frère ? – Oui, je pense à lui „Te gândești deseori la fratele tău? – Da, mă gândesc la el”.

### În limba engleză
În engleză se opun pronumele personale de persoana a treia singular în funcție de animate vs. inanimate:
I like Steve. He's great fun „Îmi place de Steve. (El) e foarte nostim”, I like Helen. She's great fun „Îmi place de Helen. (Ea) e foarte nostimă” vs. I like that game. It's great fun „Îmi place jocul acela. (El) e foarte nostim”.
Pronumele interogative corespunzătoare lui „cine?” și „ce?” sunt:
Who is organizing the trip? „Cine organizează călătoria?”;
What happens next? „Ce urmează?”
Pronumele relative cu sensul care în funcție de subiect sunt de asemenea diferite:
The ball went to Jones, who scored easily „Mingea a ajuns la Jones, care a marcat ușor”;
We got on the first bus that came „Am urcat în primul autobuz care a venit”;
The first bus, which came after five minutes, was a seven „Primul autobuz, care a venit după cinci minute, era un șapte”.
Tot diferite sunt și adjectivele posesive de persoana a treia singular. Acestea se referă la sexul posesorului, respectiv la faptul că este inanimat:
Nigel looked at Jemima and put his hand on her arm „Nigel s-a uitat la Jemima și și-a pus mâna pe brațul ei” (literal „… mâna lui…”);
Each town has its own mayor „Fiecare oraș are primarul său”.

### În limba maghiară
Maghiara nu are categoria gramaticală a genului, prin urmare nici forme de neutru ca să marcheze astfel nume de inanimate, dar exprimă distincția animat ~ inanimat prin unele pronume. Pronumele personale de persoana I și a II-a o fac ca în celelalte limbi, referindu-se numai la persoane. În plus de aceasta, verbele care pot avea complement direct nume de persoană, pot avea și o desinență aparte, -lak/-lek, care este subiectul inclus de persoana I singular și totodată se referă la un asemenea complement, care poate fi atât la singular, cât și la plural. Cu această din urmă funcție, această desinență corespunde cu complementul direct exprimat prin pronume personal conjunct în română, ex. Várlak (téged/titeket) „Te/Vă aștept (pe tine / pe voi)”, Szeretlek (téged/titeket) „Te/Vă iubesc (pe tine / pe voi)”.
Și în această limbă există pronume corespunzătoare lui „cine?” și „ce?”, care marchează în plus numerele singular și plural:
Ki mellett ülsz? „Lângă cine șezi?”, Kik a kedvenc zeneszerzőid? „Cine/Care sunt compozitorii tăi preferați?”;
Miről szól a film? „Despre ce este vorba în film?”, Mik azok a kezedben? „Ce sunt alea în mâna ta?”.
În maghiară de asemenea, pronumele relative au o formă pentru animate și altele pentru inanimate:
Ismered a lányt, akiről beszélek? „O cunoști pe fata despre care vorbesc?”;
Elolvastam a könyvet, amit küldtél nekem „Am cartea pe care mi-ai trimis-o”;
A kedvenc szobrom, amelyet Varga Imre alkotott, Óbudán áll „Statuia mea preferată, pe care a creat-o Imre Varga, stă în Óbuda”;
Nem ismered a színdarabot, amelyikről beszélek? „Nu cunoști piesa de teatru despre care vorbesc?”